# Життя богеми
«Життя богеми» (фр. La Vie de Bohème, в прокаті Фінляндії — фін. Boheemielämää) — фільм фінського режисера Акі Каурісмякі за мотивами роману Анрі Мюрже «Сцени з життя богеми». У своїх інтерв'ю кінематографіст підкреслює, що його робота заснована саме на літературному творі і нічого спільного не має з оперою Джакомо Пуччіні, який, за його словами, «зруйнував всю ідею книги». Картина знята кінематографістами декількох країн в 1990 році (прем'єра — 1992 рік) і удостоєна нагород і номінацій чотирьох європейських кінофестивалів.

## Зміст
Троє чоловіків різних національностей, які професійно займаються живописом, потрапляють у столицю Франції. У них абсолютно немає грошей, але є непереборна жага досягти успіху. Вони щиро вважають себе великими талантами, але навколо життя, що вимагає від них матеріальної віддачі. Тим часом вони знаходять місце для кохання і пригод.

## Ролі
- Матті Пеллонпяя — Родольфо, художник
- Евелін Діді — Мімі
- Андре Вільм — Марсель Маркс, письменник
- Карі Вяянянен — Шонар, композитор
- Христина Мурільо — Мюзетта
- Жан-П'єр Лео — Бланшерон
- Карлос Сальгадо — офіціант
- Алексіс Ніцер — Бернар
- Сільві ван ден Ельзен — мадмуазель Бернар
- собака Акі Каурісмякі по кличці Лайка

## Художні особливості
Незважаючи на інтернаціональний склад акторів, почерк фінського режисера пізнаваний по скандинавської стриманості.

## Нагороди
- 1992 рік — Берлінський міжнародний кінофестиваль: приз ФІПРЕССІ (Акі Каурісмякі);
- 1992 рік — Премія Європейської кіноакадемії: Найкраща чоловіча роль (Матті Пеллонпяя), Найкраща чоловіча роль другого плану (Андре Вільмс); номінація в категоріях Найкращий фільм, Найкраща актриса другого плану;
- 1993 рік — Національна фінська кінопремія Юссі: Найкращий режисер (Акі Каурісмякі).

Крім того, в 1992 році Акі Каурісмякі був удостоєний ордена Почесного легіону, в тому числі і у зв'язку з виходом фільму, який був знятий в Парижі, і де всі діалоги були написані французькою мовою.

## Критика
Творче середовище зображене режисером, на думку критиків, цілком імовірно — без зайвого пафосу і трагізму: все відбувається буденно і природно, і, ймовірно, тому настільки сильно чіпає. Досить високо відгукнувся про фільм оглядач «The New York Times»: 
|  | Це витончена, оманлива комедія, яка знущається над умовностями мистецтва і романтичної любові, визнаючи їх при цьому єдиним засобом порятунку. |